# 杨香吟
杨光仪（1822年—1900年），字香吟，晚号庸叟。
先世浙江義烏人，在天津以業鹽致富。至父輩家道中落。光儀苦学有成。咸半二年乡試中舉，以讲学为生，光绪九年（1883）选授东光县教谕，以母老未赴。主讲於辅仁书院，有學生高凌雯、王守恂、赵元礼等。与津门同好结“九老会”，主導津门诗坛。有《碧琅轩馆诗抄》、《津门诗抄续集》 等传世。